# Hattfell
Hattfell är ett berg i republiken Island. Det ligger i regionen Suðurland, 130 km öster om huvudstaden Reykjavík. Toppen på Hattfell är 914 meter över havet, eller 320 meter över den omgivande terrängen. Bredden vid basen är 1,7 km.
Trakten runt Hattfell är nära nog obefolkad, med mindre än två invånare per kvadratkilometer. Det finns inga samhällen i närheten. Trakten runt Hattfell består i huvudsak av gräsmarker.